# Pak Gil-yon
Pak Gil-yon (Chagang, 1943) es un diplomático norcoreano. Entre 2001 y 2008 se desempeñó como Representante Permanente de la República Popular Democrática de Corea ante la Organización de las Naciones Unidas en Nueva York, y como embajador ante Canadá, tras ser acreditado en 2002.

## Primeros años y carrera
Está graduado en la Universidad para Asuntos Extranjeros de Pionyang. Ha trabajado para el servicio diplomático desde 1969, cuando era cónsul en la embajada de Birmania. Más tarde estuvo destinado en Singapur. También ha sido embajador en Colombia y Camboya. También fue director general de la Oficina de América del Ministerio de Relaciones Exteriores norcoreano. Sirvió en la misión norcoreana en la ONU desde 1985. Ha sido delegado a la octava, novena y undécima sesiones de la Asamblea Suprema del Pueblo. Fue condecorado con la Orden de Kim II-Sung en 1992.

## Naciones Unidas
Pak ha sido el embajador de Corea del Norte ante las Naciones Unidas desde 2001. Durante este tiempo, él ha hecho un llamamiento a la ONU para evitar que Japón obtenga un asiento permanente en el Consejo de Seguridad. El 13 de mayo de 2005, se reunió con Joseph DeTrani, enviado especial de los Estados Unidos, para discutir el regreso de Corea del Norte al diálogo de los Seis sobre la proliferación nuclear de Corea del Norte. Esta reunión fue la primera entre funcionarios estadounidenses y norcoreanos en seis meses.
Se le conoce con sarcasmo por diplomáticos como «Dr. Risas», debido a su retórica.
Después de la prueba nuclear de Corea del Norte de 2006, Pak fue noticia cuando dijo que las Naciones Unidas debía «felicitar» a los científicos e investigadores de su país por su logro, en lugar de emitir lo que llamó «las resoluciones notorias, inútiles e imprudentes». También dijo que si Estados Unidos «aumenta la presión sobre la República Popular Democrática de Corea, la RPDC continuará tomando contramedidas físicas considerándolo como una declaración de guerra».
Luego de la imposición del Consejo de Seguridad de las Naciones Unidas de sancionar a Corea del Norte, Pak criticó duramente las acciones del Consejo y se retiró del recinto. El embajador de Estados Unidos ante la ONU, John Bolton, dijo que era la segunda vez en tres meses que el representante de Corea del Norte había rechazado una resolución unánime del Consejo de Seguridad y se retiró del recinto. La vez anterior fue después de la votación de la Resolución 1695 del Consejo de Seguridad de las Naciones Unidas. Él continuó diciendo: «es el equivalente contemporáneo de Nikita Jruschov golpeando su zapato en la Asamblea General».